# Juan Lavalle
Juan Galo Lavalle (Buenos Aires, 17 de outubro de 1797 — San Salvador de Jujuy, 9 de outubro de 1841) foi um  militar e independentista argentino. Filho de María Mercedes González Bordallo e de  Manuel José Levieux de La Vallée y Cortés, contador geral das  Rentas y el Tabaco do Vice-reinado do Prata, descendente direto do conquistador do México Hernán Cortés. Em 1799, os De La Valle se transferiram a Santiago de Chile e voltaram a Buenos Aires em 1807.
Foi governador de Buenos Aires, entre 1 de dezembro de 1828 e 26 de junho de 1829 pelo Partido Unitario. Seu predecessor foi Manuel Dorrego e seu sucessor foi Juan José Viamonte.